# Charleston, Carolina de Sud
Charleston este un oraș cu 118.492 locuitori, sediul comitatului Charleston, statul Carolina de Sud, Statele Unite ale Americii. Orașul, care se întinde și în comitatul vecin, comitatului Berkely, a fost până în anul 1788 una din primele capitale ale Uniunii.

## Istoric
Orașul a fost întemeiat în anul 1670 în timpul regelui Carol II sub numele de „Charles Town”. Prin anul 1690 avea o populație de circa 1.200 de locuitori, fiind în acel timp pe locul cinci ca mărime din America colonială britanică. Charleston s-a dezvoltat ca colonie britanică prin comerțul cu sclavi realizat prin Middle Passage (Atlantic). După obținerea independenței față de coroana britanică (1783), orașul va primi numele pe care-l poartă și azi. În anul 1886 în urma unui cutremur, Charleston suferă distrugeri grave. Orașul va fi reconstruit, iar azi este considerat un giuvaier datorită stilului arhitectonic vechi al clădirilor.

## Locuri de vizitat
- Muzeul Charleston
- Denmark Vesey House
- Muzeul Old Slave Mart
- Muzeul Patriots Point Naval & Maritime
- White Point Gardens (The Battery)
- Waterfront Park
- Monumentul Fort Sumter National
- Fort Moultrie
- South Carolina Aquarium
- Muzeul American Military

## Melanie Janene Thornton (13 mai 1967 - 24 noiembrie 2001) cântăreață de muzică pop și dance,  a fost solistul grupului La Bouche.
- Washington Allston (1779 - 1843), pictor, poet.